# Frohavet
Frohavet er havområdet mellem Fosenhalvøen og øgruppen Froan i Trøndelag fylke i Norge. 
I sydvest grænser det til Frøya, i sydøst til Bjugn og i øst, nord for øen Melsteinen, til Åfjord kommune.
I den senere tid er Frohavet blevet aktuelt som deponi for CO2.